# Keith Sonnier
Keith Sonnier   (Mamou, 31 de juliol de 1941 - Southampton Hospital, 18 de juliol de 2020) fou un artista postminimalista que va treballar amb diferents mitjans i tècniques com la performance, el vídeo, l'escultura, la pintura, etc. A finals de la dècada dels 60 fou un dels primers artistes a utilitzar la llum en l'escultura i un dels més reconeguts per aquesta tècnica. Sonnier va pertànyer a un grup d'artistes que a través de l'experimentació de diversos materials va desafiar les nocions preconcebudes de l'escultura.

## Biografia
L'artista Keith Sonnier va néixer el 31 de juliol de 1941 a Mamou, Louisiana. Va estudiar a la Universitat Southwestern Louisiana en Lafayette (Louisiana), Louisiana i va rebre el seu BA el 1963. Després, va estudiar pintura un any a França i va viatjar per Alemanya, Itàlia i Bèlgica. Fet que va fer despertar en l'artista l'interès pel nou art contemporani global que va sorgir en les dècades dels 60 i 70. A més, Sonnier va ser influenciat en la utilització de la llum per diferents artistes europeus, en concret per Fontana que va ser pioner a utilitzar el recurs de la llum en les seves obres en els anys 50 i al mateix temps l'artista també es va influenciar pels inicis de la pintura rupestre i l'elaboració d'eines a Europa i Àfrica. Cosa que va fer que a posteriori Sonnier creés la seva col·lecció d'objectes primitius i art.
Després, al seu retorn als Estats Units l'artista va assistir a la Universitat Rutgers a Nova Jersey i es va mudar a Nova York, on va començar a fer escultures i instal·lacions amb objectes i materials que trobava. En la seva gran majoria aquest materials eren plàstics, làtex i cautxú i els objectes transistors i vídeos.
Seguidament, del 1965 al 1966 va fer classes a la Universitat Rutgers a New Brunswich i amb Gary Kuehn, Robert Morris i Robert Watts, va fundar allà el "Grup de Rutgers". Més tard, sobre el 1968 Sonnier va començar a treballar amb la llum incandescent i tela transparent en els seus escultura, però frustrat per les formes estandarditzades que aportava aquesta llum incandescent, va començar a treballar amb la llum de neó convertint-lo en element clau i més representatiu de la seva obra. Utilitzant canonades de coure com a plantilla, l'artista crea línies, arcs i corbes en tubs de vidre de neó tancat. Aconseguint d'aquesta manera dibuixar en l'espai amb la llum gràcies a la qualitat lineal del neó i interactuar amb l'arquitectura de l'entorn gràcies al color.
En els anys següents fins a l'actualitat Keith Sonnier va seguir residint i treballant a la Ciutat de Nova York, tot i que ha treballat i exposat per tot el món.

## Característiques destacades del seu treball
En general el treball de Keith Sonnier es va basar en les característiques generals de l'art processual, l'ús de nous materials no utilitzats fins ara, la valoració de l'horitzontalitat i la verticalitat de l'espai (es posicionaven les obres a terra i a les parets a altures sorprenents i noves per a l'època), es creaven escultures aplicant l'anti-forma (utilitzant l'apilament, l'abocament de diferents materials o l'amuntegament) i s'incloïa el procés com a part de l'obra. A més, aquestes característiques generaven que moltes de les obres fossin peribles, només perdurables mentre existia l'exposició.
Però a part de les característiques generals, Keith Sonnier i altres artistes com Nauman Benglys es van decantar també a utilitzar el vídeo com a suport artístic i com a mitjà senzill i econòmic per registrar els seus treballs.
A més, Sonnier en les seves obres igual que Cy Twombly, Robert Rauschenberg i Lynda Benglis es deixa influenciar per les seves arrels del sud rural, els paisatges dels seus viatges i la cultura cajún bayou, però a partir de l'any 1968 comença a experimentar amb el neó i ràpidament es convertirà en l'element determinant de la seva obra.

## Aportacions en el camp del videoart
Amb la seva obra Keith Sonnier ha aportat amplitud a diferents conceptes. En els inicis de la seva carrera l'artista desarticulava constantment les proporcions purament matemàtiques del minimalisme, creant obres les quals les unitats internes estaven dividides per "sensacions o percepcions" més que per les matemàtiques. En referència al plàstic va crear nous avenços en els fenòmens que tenen a veure amb l'espai, la llum i el moviment. A més, en molts dels seus treballs ha intentat crear una percepció holística amb la intenció de permetre a l'espectador una experiència hàptica.
D'altra banda, en la dècada dels 70 va completar amb elements acústics una teoria de la comunicació visual. L'expansió de l'espai pel destinatari.

## Cronologia d'obres i treballs
S'exposa una cronologia de les exposicions individuals més destacades de l'autor per aconseguir una visió general de l'obra de l'artista.
| Anys | Exposicions |
| ---- | --- |
| 1966 | Douglas College de la Universitat Rutgers, New Brunswick, NJ. |
| 1968 | Galerie Rolf Ricke, Colònia. |
| 1970 | Leo Castelli Gallery, Nova York. Ace Gallery, Los Angeles. Stedelijk Van Abbemuseum, Eindhoven. Galerie Rolf Ricke, Colònia. |
| 1971 | Galerie Rolf Ricke, Colònia. Museu d'Art Modern de Nova York. |
| 1972 | Leo Castelli Gallery, Nova York. |
| 1973 | Ace Gallery, Venice, CA. |
| 1974 | Leo Castelli Gallery, Nova York. Ace Gallery, Los Ángeles. |
| 1975 | Leo Castelli Gallery, Nova York. Ace Gallery, Los Ángeles. Galerie Rolf Ricke, Colònia. |
| 1976 | Leo Castelli Gallery, Nova York. Creigh Gallery, Coronado. |
| 1977 | Ace Gallery, Los Ángeles. Centre per a Nova Activitat d'art, Nova York. |
| 1978 | Leo Castelli Gallery, Nova York. Castelli Graphics, Nova York. Galerie Rolf Ricke, Colònia. Rosamund Felsen Gallery, Los Ángeles. Institut d'Art i Recursos Urbans, Nova York. |
| 1979 | Museum Haus Lange, Krefeld. Leo Castelli Gallery, Nova York. Galerie Michele Lachowsky, Brussel·les. Galerie Éric Fabre, París. Centre Georges Pompidou, París. |
| 1980 | Shafrazi Gallery, Nova York. Galerie Francia Morin, Mont-real. |
| 1981 | Galerie Rolf Ricke, Colònia David Bellman, Toronto. Michelle Lachowsky Gallery, Amberes. Portland Centre de les Arts Visuals, Portland. |
| 1982 | Rosamund Felsen Gallery, Los Angeles. Galerie Éric Fabre, París. Leo Castelli Gallery, Nova York. |
| 1983 | Institut d'Art i Recursos Urbans, Long Island City. |
| 1984 | Carol Taylor Art, Dallas. Galerie Rolf Ricke, Colònia. Galerie esquema, Florència. Museu Hara d'Art Contemporani, Tokio. Sakura Gallery, Nagoya. Amano Gallery, Osaka. Armería Galería, Virgínia. Leo Castelli Gallery, Nova York. |
| 1985 | Galleria esquema, Florència. Rosamund Felsen Gallery, Los Ángeles. Susanne Hilberry Gallery, Birmingham. Leo Castelli Gallery, Nova York. |
| 1986 | Leo Castelli Gallery, Nova York. Tilden Foley Gallery, Nova Orleans. |
| 1987 | Galerie Nature Morte, Nova York. Centre d'Art Contemporain du Domaine de Kerguéhennec, Rennes. Alexandria Museum of Art, Alexandria. Galerie Rolf Ricke, Colònia. Annina Nosei Gallery, Nova York. |
| 1988 | Museu Chrysler, Norfolk. |
| 1989 | Leo Castelli Gallery, Nova York. Barbara Gladstone, Nova York. Galerie Montenay, París. Galerie Ryszard Varisella, Frankfurt. Galleria esquema, Florència. Estudio Claudio GUENZANI, Milà. National Gallery, Washington, DC. Tilden Foley Gallery, Nova Orleans. Cranbrook Academy, Bloomfield Hills, MI. Galerie JY®rgen Becker, Hamburg. Hyde Gallery, Dublín. |

| Anys | Exposicions |
| ---- | --- |
| 1990 | Halle Sud, Ginebra. Galerie Faust, Ginebra. Blum Helman Gallery, Los Ángeles. Galleria Il Ponte, Roma. Harkus Gallery, Boston. Museu de la Universitat Estatal de Califòrnia Art, Long Beach. Liverpool Gallery, Brussel·les.                                       |
| 1991 | Galerie Schroeder, Mönchengladbach. Galerie Rolf Ricke, Colònia. |
| 1992 | Teau d'Annecy, Annecy. Ediciones Ilene Kurtz, Nova York. Leo Castelli Gallery, Nova York. Leo Castelli Graphics, Nova York. Museu de la Persona de cap de setmana, Tòquio. Galerie Carola Mosch, Berlín. Galería Interform, Osaka. Galería Camino Real, Boca Ratón. |
| 1993 | Galerie Lallouz y Watterson, Montreal. Galerie Rolf Ricke, Colònia. Museo Sprengel de Hannover. Kunsthalle Nürnberg, Nüremberg. Kunstverein Kunstmuseum St. Gallen, St. Gallen, Suissa.                                                                             |
| 1994 | Betsy Mayor Gallery, Nova York. The Drawing Center, Nova York. |
| 1995 | Marguerite Oestreicher Belles Arts, Nova Orleans. |
| 1996 | Galerie Malka Lallouz, Los Angeles. University Art Gallery, Staller Centre de les Arts de la Universitat Estatal de Nova York a Stony Brook. |
| 1997 | Leo Castelli Gallery, Nova York. Nicole Klagsbrun Gallery, Nova York. |
| 1999 | Marlborough Gallery, Nova York. Aktionsforum Praterinsel, Múnic. Kulturmanagement H usler, Múnic. Galerie Evelyne Cano, Colle sur Loup, França. Kunsthaus Bregenz, Bregenz, àustria. 2000 Marlborough Gallery, Nova York. Zumtobel Staff Lichtzentrum, Zuric.       |
| 2001 | Overbeck Gesellschaft LY®beck, Alemanya. |
| 2002 | Rathaus Galerie, Múnic, Alemanya. Galerie JY®rgen Becker, Hamburg, Alemanya. Neue Nacional Galerie, Berlín. |
| 2003 | Ace Gallery, Los Ángeles. Ace Gallery, Nova York. Hasler Contemporáneo, Múnic. Carl Solway Gallery, Cincinnati. Sonnabend Gallery, Nova York. Heriard-Cimino Gallery, Nova Orleans.                                                                                 |
| 2004 | Hasler Contemporáneo, Múnic. |
| 2005 | Pace Wildenstein, Nova York. El Club d'Art de Chicago, Chicago. Joseloff Galería de la Universitat de Hartford, CT. |
| 2007 | Leo Castelli Gallery, Nova York. Häusler Contemporary, Múnic. |
| 2008 | María Boone Gallery, Nova York. HQ Sadie Coles, Londres. Galerie JGM, París. Tejas Gallery, Houston, Texas. PaceWildenstein, Nova York. Häusler Contemporary, Múnic.                                                                                                |
| 2009 | Häusler Contemporary Zuric. |

## Col·laboracions
A la dècada dels 60, agrupats sota la firma del Procés Art, Keith Sonnier juntament amb els seus contemporanis, Eva Hesse, Barry Leva, Bruce Nauman, Richard Serra, Joel Shapiro, Richard Tuttle i Jackie Winsor van reinventar l'escultura portant totes les seves concepcions anteriors a dubte. Experimentant amb una àmplia gamma de materials inusuals que mai abans havien estat utilitzades com la resina, la fibra de vidre, el cable elèctric, el plom, el cautxú, el neó, etc.
Keith Sonnier ha realitzat durant tota la seva carrera més de 130 exposicions individuals i ha participat en més de 360 exposicions col·lectives.

## Premis i reconeixements
- 1974 John Simon Guggenheim Memorial Fellowship.
- 1974 Primer premi en la novena Biennal Internacional de Gravat al Museu Nacional d'Art Modern de Tòquio.
- 1975 Beca d'Arts per la Fundació Nacional.
- 1981 Beca d'Arts per la Fundació Nacional.
- 2013 Premi a Art per l'Acadèmia Americana de les Arts i les Lletres.[10]

En aquestes últimes dues dècades, l'artista ha rebut el reconeixement internacional per les seves obres de gran format dissenyades per monuments emblemàtics.
- El 2000, una instal·lació temporal de neó en quatre façanes de l'edifici Peter Zumthor Kunsthaus Bregenz, a Àustria, titulat Mil·lenni 2000.
- El 2004, una instal·lació pública permanent de neó de color vermell i blau a Los Angeles (Motordom), que il·lumina el pati de Caltrans District 7, a l'edifici de Thom Mayne.
- El 2013, l'obra de l'artista va ser exposada per la Fondazione Prada com a part de l'exposició When Attitudes Become Form: Bern 1969 / Venècia
- El 2014, la Universitat de Lafayette (Louisiana) realitza una exposició de l'artista per reconèixer la seva trajectòria.